# Kleopatra den yngre
Kleopatra den yngre, död efter 63 f.Kr., var en pontisk prinsessa, dotter till kung Mithridates VI Eupator av Pontus.
Kleopatra var dotter till kung Mithridates VI Eupator, hennes mor var en okänd konkubin. Hon kallades Kleopatra den yngre, eftersom kungen hade en äldre dotter, Kleopatra av Pontus, hustru till kungen av Storarmenien, Tigranes II.
Under upproret i Fanagoria befann sig Kleopatra, tillsammans med sina fyra bröder: Artaphernes, Xerxes, Darius, Oxathres och sin syster Eupatra, i en fästning som belägrades av rebellerna. På grund av rebellernas anlagda eld i närliggande träd och rädsla för eld, kapitulerade Eupatra med sina bröder till rebellerna. Kleopatra den yngre motstod rebellerna och flydde från den upproriska staden. Hon lyckades återvända till sin far.
Ingenting mer är känt om hennes öde.